# Ötös Csatorna
Az Ötös Csatorna 2007 és 2008 között működő budapesti televízióadó.

## Története
2007 áprilisában az ORTT nyilvántartásba vette az Ötös Csatorna nevű televízióadót, Budapest területére adva engedélyt a sugárzásra. A csatorna előzetes adására 2007. április 2-án került sor, hivatalosan pedig az év őszén kezdte meg működését. A csatorna a széleskörűbb, országos műsorszórást eredetileg az év őszén kezdte meg, de végül csak néhány települési kábelszolgáltatón volt fogható. 
A csatorna sorsa 2008 júniusában pecsételődött meg, s az év július 1-jén fejezte be működését. Megszűnésének oka az volt, hogy csak kevés kábelhálózaton, az Antenna Digital és az Amos 1 műholdon volt fogható, és csak Budapesten (I., IX., X., XI., XII., XIX., XXI., XXII.) volt elérhető.

## Műsora
Konzerv műsorokat, 30%-ban közszolgálati és 70%-ban zenei, szórakoztató és erotikus műsorokat sugárzott.